# Cratosilis denticollis
Cratosilis denticollis es una especie de escarabajo soldado perteneciente a la familia Cantharidae.

## Descripción
Cratosilis denticollis puede alcanzar una longitud de entre 5,5 a 7 milímetros. Estos pequeños insectos tienen una cabeza negra y un pronoto rojizo, mientras que los élitros son de color marrón y están profundamente perforados. Las esquinas posteriores del pronoto tienen ángulos pronunciados (de ahí el nombre latino denticollis, que significa cuello dentado).

## Hábitat
Estos escarabajos se pueden encontrar de junio a septiembre en zonas montañosas y alpinas, en bordes de bosques, praderas fluviales y brezales.

## Distribución
Esta especie está presente en Austria, Bélgica, República Checa, Francia, Alemania, Italia, Polonia, Rumania, Eslovaquia y Ucrania.